# Пощёчина (фильм, 1974)
«Пощёчина» (фр. La Gifle) — фильм режиссёра Клода Пиното с участием Лино Вентуры и Анни Жирардо, вышедший в 1974 году.

## Сюжет
Жан Дулеан (Лино Вентура), преподаватель географии, переживает не лучшие времена: находится в разводе с женой (Анни Жирардо) уже восемь лет, в полиции на него завели дело за то, что избил стражей порядка, защищая студента, любимая дочь (Изабель Аджани) забросила учёбу и хочет уйти из дома со своим другом, любовница, с которой он отлично ладил, вдруг решила уйти от него. Но в жизни, как известно, за чёрной полосой всегда идёт белая…

## В ролях
- Лино Вентура — Жан Дулеан
- Изабель Аджани — Изабель Дулеан
- Франсис Перрен — Марк Моррийон
- Анни Жирардо — Элен Дулеан
- Натали Бай — Кристин Абей
- Мишель Омон — Шарвен
- Николь Курсель — Мадлен
- Жорж Вильсон — Пьер
- Жак Списсер — Реми Абей
- Ксавье Желен — Ксавье
- Роберт Харди — Роберт Дикинсон
- Ришар Берри — ученик

## Съёмочная группа
- Режиссёр: Клод Пиното
- Сценарий: Клод Пиното, Жан-Лу Дабади
- Оператор: Жан Колломб
- Монтажёр: Мари-Жозеф Йойот
- Композитор: Жорж Делерю
- Художник: Пьер Жуфроу

## Награды
- 1974 — «Приз Луи Деллюка» — Клод Пиното
- 1975 — Премия «Давид ди Донателло» — Изабель Аджани